# Șipot, Vidin
Șipot (în bulgară Шипот) este un sat în comuna Dimovo, regiunea Vidin,  Bulgaria.

## Demografie
Componența etnică a satului Șipot
     Bulgari (100%)
     Nicio identificare (0%)
     Altele (0%)
La recensământul din 2011, populația satului Șipot era de 38 locuitori. Din punct de vedere etnic, toți locuitorii (100%) erau bulgari.